# مجفف ملابس

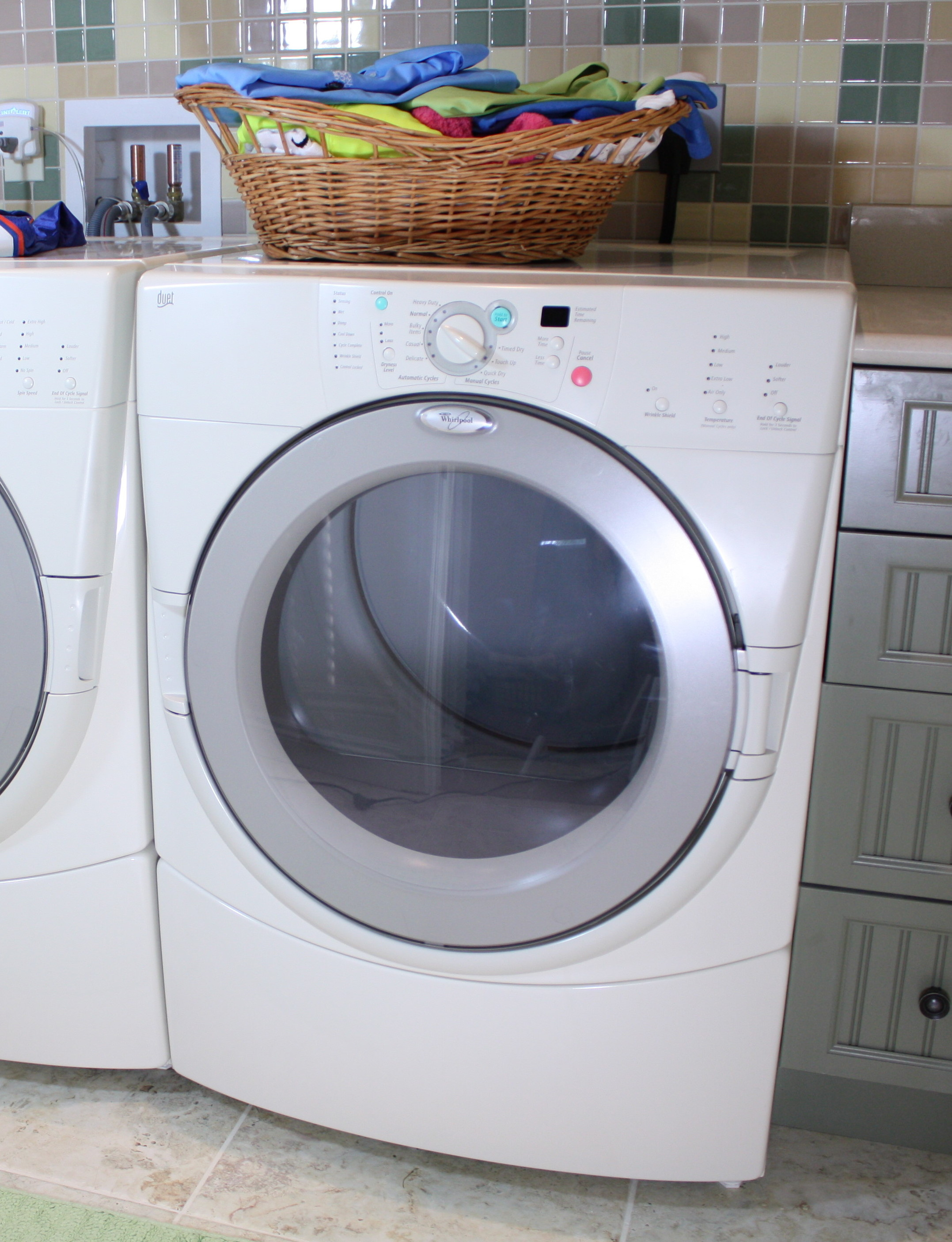
مجفف ملابس دوار حديث يتم تحميله من الأمام للاستخدام المنزلي.

مجفف الملابس أو نشافة الملابس هو أحد الأجهزة الكهربائية المنزلية التي تستخدم في إزالة الرطوبة والبلل والتخلص منهما من حمولة من الملابس والمنسوجات الأخرى بمجرد غسلها في غسالة الملابس.
وتحتوي أغلبية المجففات على وعاء دوار يُدعى بالحلة الداخلية الدوارة والتي يتم تمرير الهواء الساخن داخلها لـتبخير الرطوبة من حمولة الملابس. ويتم تدوير الحلة الداخلية للحفاظ على وجود هواء بين الملابس المُحملة.
وقد يؤدي استخدام تلك الآلات إلى انكماش الملابس أو فقد بعض نعومتها (نتيجة لفقد الأنسجة القصيرة الرقيقة/النسال). ولتلك الأسباب علاوة على الرغبة في توفير الطاقة، يلجأ عديد من الناس إلى استخدام وسائل تجفيف الملابس في الهواء الطلق مثل حبل الملابس ومنشر الملابس.

## المجففات التقليدية
يعتمد عمل المجففات التقليدية على السحب المستمر للهواء الجاف البارد المحيط بها، بعد ذلك تقوم بتسخين الهواء قبل تمريره داخل الحلة الداخلية للمجفف. وتجري العادة على تصريف الهواء الساخن الرطب الناتج إلى الخارج لتوفير مجال لمزيد من الهواء الجاف حتى تستمر عملية التجفيف. ولا يستلزم هذا التصميم أي جهد في إعادة تدوير السخونة التي تتعرض لها حمولة الملابس، ومن ثم يعتبر ضارًا بالبيئة. وعلى الرغم من ذلك، تعد تلك المجففات سهلة الاستخدام ويمكن الاعتماد عليها؛ وبناءً عليه شاع استخدامها.
وتؤدي الوسائل المرتجلة للاحتفاظ بهذا الهواء الساخن في تدفئة المنزل باستخدام صناديق تهوية داخلية مزودة بـصمام قلاب لإعادة توجيه الهواء الساخن الرطب إلى المناطق الداخلية إلى زيادة مستوى الرطوبة داخل المنزل. وعلى الرغم من أن هذه الوسائل قد تكون مفيدة في الطقس الشتوي الجاف؛ إلا إن الرطوبة الزائدة الناجمة عن تلك الأجهزة تزيد قابلية نمو العفن، والعفن الفطري والنمو البكتيري داخل المنزل. وقد يخالف تصريف الهواء داخل المنزل بعض اللوائح المحلية. يجب تصريف هواء المجففات التي تعمل بالغاز إلى الخارج دائمًا، حيث يختلط الناتج المحترق بالهواء الرطب. فعادة ما توصي قوانين البناء وتعليمات التصنيع بتصريف الهواء الرطب الناجم عن المجففات إلى الخارج. كما تنطوي أدوات التقاط النُسالة على مخاطر مماثلة لتلك الناجمة عن زيادة الرطوبة داخل المنزل.
وتحتوي المجففات (التي تعمل لفترة طويلة) على مروحة إضافية داخلية لدفع الهواء الرطب الموجود إلى أجزاء أطول من أنبوب التهوية، كما يحدث في الشقق أو المنازل التي لا يمكن فيها توفير وصلة مباشرة قصيرة من المجفف إلى الخارج.
وبعيدًا عن مشكلات الهواء الناتج عن تصريف الهواء الرطب، حاولت جهود مضنية أخرى مرتجلة مع المجففات التقليدية للحصول على مصدر إدخال للهواء الذي سبق تدفئته عوضًا عن استخدام مكيف الهواء في مناطق العيش. وأحد مصادر التدفئة البارزة لتسخين هواء المجفف أولاً هو تركيب قناة تسمح للجهاز بشفط الهواء الساخن من أعلى المنزل.

## مجففات الموجات الدقيقة
طور المُصنعون اليابانيون مجففات ملابس عالية الكفاءة تستخدم إشعاعات الموجات الدقيقة لتجفيف الملابس (على الرغم من أن الأغلبية العظمى من اليابانيين يجففون ملابسهم في الهواء). حيث تتم معظم عملية التجفيف عن طريق تبخير الموجات الدقيقة للمياه، لكن يكتمل التجفيف عن طريق التسخين بالحمل الحراري لتجنب مشكلات تقوس القطع المعدنية الموجودة بالملابس المغسولة. تتسم تلك المجففات بعدد من المزايا: مثل استغراق وقت أقل في التجفيف (أقل بنسبة 25%)، وتوفير الطاقة (17-25% طاقة أقل) ودرجات حرارة للتجفيف أقل. ويظن بعض المحللين أن التقوس وتلف الأقمشة هما العامل الذي يحول دون تصنيع المجففات بالموجات الدقيقة للسوق الأمريكية.

## المجففات دون تهوية

### المجففات الدوارة

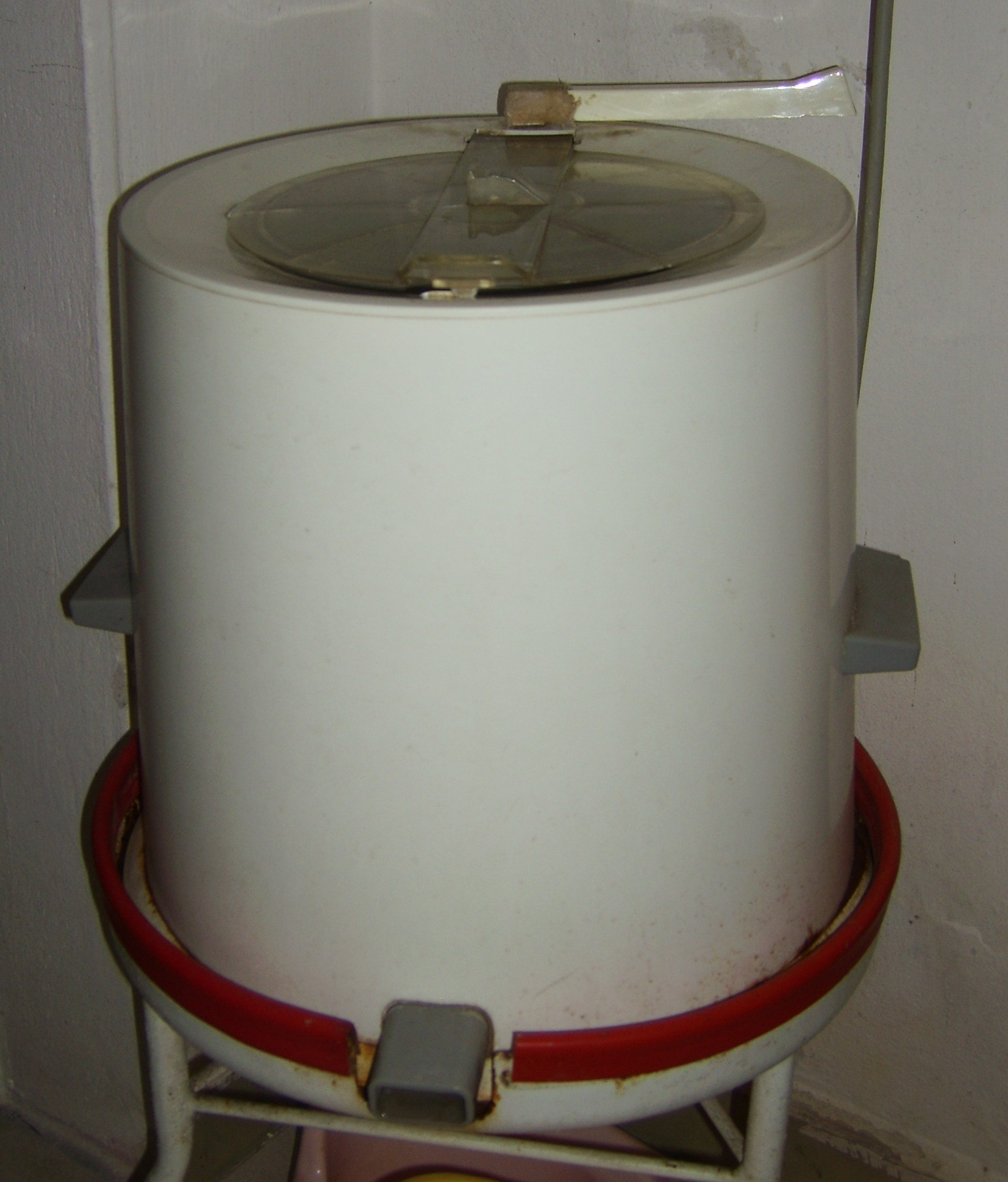
مجففات دوارة من نوع TS66

تعمل تلك الماكينات الطاردة ببساطة على تدوير الحلة الداخلية لها بسرعة أكبر من سرعة الغسالات العادية حتى تقوم بطرد المياه الزائدة من حمولة الملابس. وقد تقوم تلك الأجهزة خلال دقيقتين بالتخلص من كمية مياه تزيد عن كمية المياه التي يتخلص منها مجفف المياه ذو الحلة الداخلية الدوار المُسخن خلال عشرين دقيقة؛ ومن ثم يكون هناك توفير بالغ في الوقت والطاقة. على الرغم من أن الدوران وحده لن يكون كافيًا لتجفيف الملابس تمامًا إلا أن تلك الخطوة الإضافية توفر طاقة ووقتًا كثيرين في عمليات غسل الملابس الكبيرة مثل تلك التي تجري في المستشفيات.
وفي بعض الحالات، قد تستخدم المجففات خاصية الدوران فقط. قد تحتوي قاعات التمرينات وحمامات السباحة على مجففات دوارة صغيرة لتوفير المزيد من الراحة للعملاء الموجودين. حيث يعني التخلص من مزيد من المياه من لباس السباحة مشكلات أقل في حقيبة التمرينات وفي سلال الغسيل بعد ذلك. ويكون التجفيف الكامل غير ضروري، حيث يقوم العميل بغسل لباس السباحة سريعًا بعد ذلك.

### المجففات بالتكثيف
مثل المجففات العادية تمامًا، تقوم المجففات المكثفة أو المجففات بالتكثيف بتمرير الهواء الساخن داخل حمولة الملابس. مع ذلك، وبدلاً من إخراج هذا الهواء، تستخدم تلك المجففات مبادل حراري لتبريد الهواء وتكثيف بخار الماء إما في أنبوب صرف أو في خزان تجميع. بعد ذلك، يمر الهواء المجفف خلال تلك الدورة ثانيةً. وعادة يستخدم المبادل الحراري الهواء المحيط كمبرد له، ومن ثم تذهب الحرارة الناتجة عن المجفف إلى الأماكن المحيطة فورًا بدلاً من الخارج مما يرفع من درجة حرارة الغرفة. وفي بعض التصميمات، يستخدم الماء البارد مع المبادل الحراري للتخلص من هذه السخونة لكن هذا الأمر يزيد من استهلاك المياه.
وفيما يتصل باستهلاك الطاقة، يحتاج نظام المجففات بالتكثيف عادة طاقة على مستوى النظام أقل مما تحتاج المجففات التقليدية. ولا يجب استهلاك نتاج الطاقة الموفَرة من نظام التدفئة والتهوية وتكييف الهواء في تدفئة أو تبريد هواء إضافي لاستبدال الهواء المنبعث من المجفف التقليدي. وعادة ما تكون هذه المدخرات كافية لتعويض الطاقة المسحوبة في أوقات التجفيف الأطول ومتطلبات الهواء المحيط المصاحبة للمجففات بالتكثيف.
ولأن عملية المبادلة الحرارية تبرد ببساطة الهواء الداخلي باستخدام الهواء المحيط (أو الماء البارد في بعض الحالات)؛ فإنها لن تجفف الهواء في الدورة الداخلية بحيث يكون مستوى الرطوبة به قليلاً مثل الهواء الطلق المحيط المعتاد. ونتيجة للرطوبة المتزايدة في الهواء المستخدم في تجفيف حمولة الغسيل، يحتاج هذا النوع من المجففات إلى وقت أطول بدرجة ما من المجففات التقليدية. وتعد المجففات بالتكثيف على وجه الخصوص خيارًا مغريًا في حالة حاجة المجففات العادية لوصلات طويلة ومُعقدة لتهويتها.

### مجففات بالمضخة الحرارية

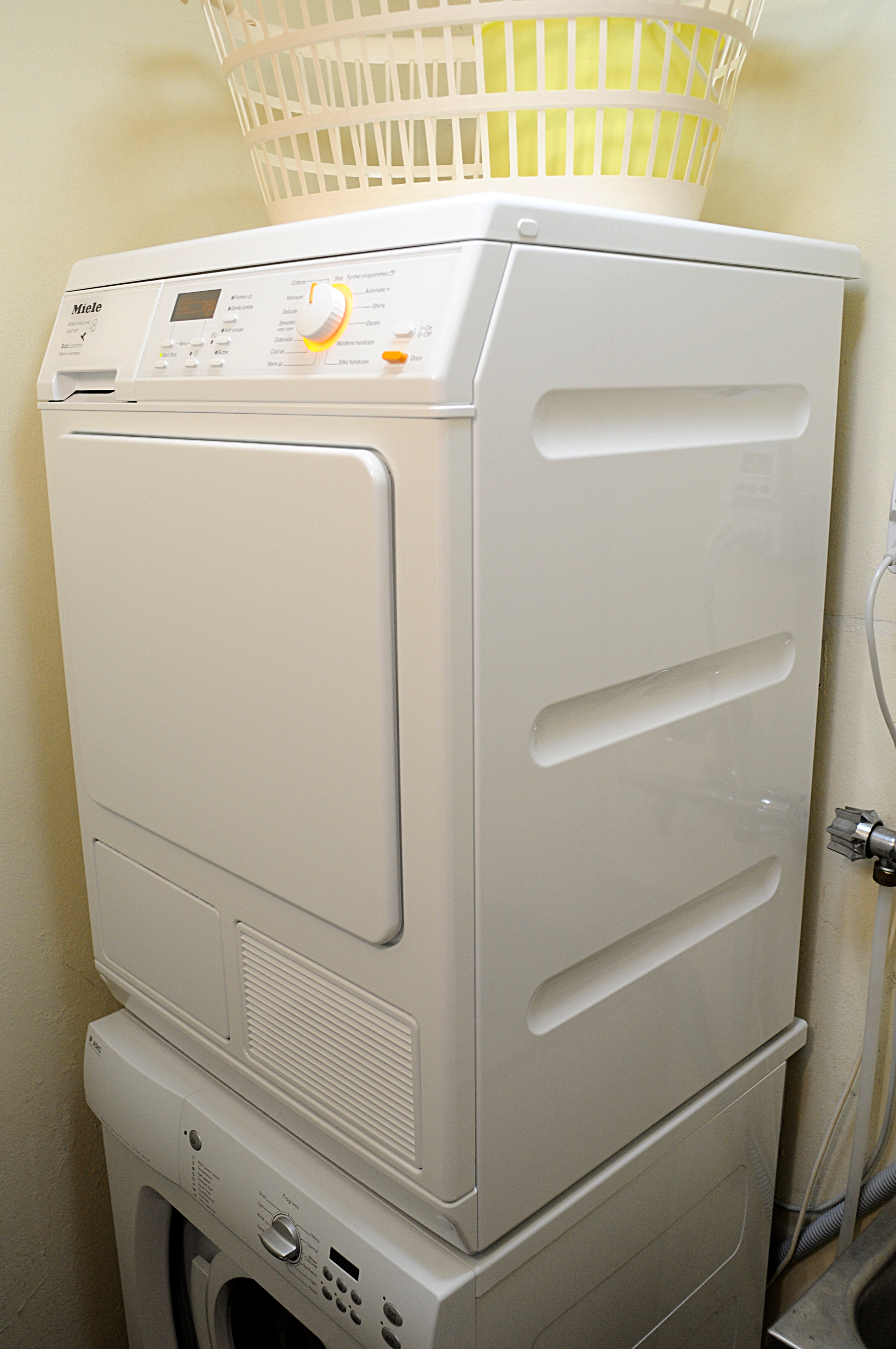

إن مجفف الملابس المزود بـمضخة حرارية ذات دائرة مغلقة يستخدم مضخة حرارية للتخلص من رطوبة الهواء المعالج. تتميز تلك المجففات باستخدام أقل من نصف الطاقة المستخدمة في المجففات بالتكثيف في كل حمولة ملابس، حيث تستخدم المجففات بالتكثيف مبادل حراري سالب يُبرد بالهواء المحيط، بينما تستخدم تلك المجففات مضخة حرارية. يُمرر الهواء الساخن الرطب الناتج من الحلة الدوارة داخل المضخة الحرارية حيث يكثف الجانب البارد بخار الماء إما داخل أنبوب الصرف أو في خزان التجميع بينما يقوم الجانب الساخن بإعادة تسخين الهواء بعد ذلك لإعادة استخدامه. وبهذه الطريقة لا يتم تجنب الحاجة لعمل وصلات للمجفف فقط بل كذلك تحتفظ تلك المجففات بالحرارة داخلها بدلاً من إخراجها في محيطها. ومن ثم يمكن أن تستهلك المجففات بالمضخة الحرارية أقل من نصف الطاقة المستهلكة سواء كان المجفف تقليديًا أو يعمل بالتكثيف.[بحاجة لمصدر]
وكما يحدث مع المجففات بالتكثيف، لن يقوم المبادل الحراري بتجفيف الهواء الداخلي بحيث يقل فيه مستوى الرطوبة مثل مستوى رطوبة الهواء المحيط. وفيما يتصل بالهواء المحيط، كلما كان مستوى رطوبة الهواء المستخدم في تجفيف الملابس عاليًا أثر ذلك على الوقت المستغرق في عملية التجفيف؛ مع ذلك ولأن المجففات بالمضخة الحرارية تحتفظ بأغلبية حرارة الهواء المستخدم، فيمكنها إعادة تدوير الهواء الساخن بالفعل بسرعة أكثر، مما قد يؤدي إلى أوقات تجفيف أقل من المجففات التقليدية وذلك حسب طراز المجفف.

### المجففات بضغط البخار الميكانيكي
جارٍ تطوير نوع جديد من المجففات، والتي تعد إصدارًا متطورًا من المجففات بالمضخة الحرارية. وعوضًا عن استخدام الهواء الساخن لتجفيف الملابس، تستخدم المجففات بضغط البخار الميكانيكي المياه المستخلصة من الملابس في صورة بخار. ففي البداية، تُسخن الحلة الداخلية ومكوناتها إلى درجة حرارة 100 درجة مئوية. بعد ذلك يعمل البخار الرطب الناتج على التخلص من نظام الهواء ويظل هو المحيط الوحيد المتبقي بالحلة الداخلية.
بينما يخرج البخار الرطب من الحلة الداخلية، يتم ضغطه ميكانيكيًا (من هنا اشتق الاسم) لاستخلاص بخار الماء ونقل حرارة التبخير إلى البخار الغازي المتبقي. ويُسمح لهذا البخار الغازي المضغوط بالانتشار ويُسخن سخونة فائقة قبل إعادة إدخاله في الحلة الداخلية حيث تتسبب تلك الحرارة في تبخير مزيد من المياه المستخلصة من الملابس مما ينتج عنه مزيد من البخار الرطب وإعادة بدء الدورة.
ومثل المجففات بالمضخة الحرارية تقوم المجففات بضغط البخار الميكانيكي بإعادة تدوير مزيد من الحرارة المستخدمة لتجفيف الملابس، كما أنها تعمل في نفس مستوى كفاءة المجففات بالمضخة الحرارية. ويعمل النوعان بكفاءة تزيد عن ضعف كفاءة المجففات التقليدية. وينتج عن درجة الحرارة العالية جدًا المستخدمة في المجففات بضغط البخار الميكانيكي دورة تجفيف تستغرق تقريبًا نصف الوقت المستغرق في دورة تجفيف المجففات بالمضخة الحرارية.

### التجفيف المصاحب
مع ترويج بعض المُصنعين لهذا النوع من المجففات على أنه "التقنية الساكنة لتجفيف الملابس"، إلا إن المجففات التي تعمل بتدوير الحرارة تتكون من وحدة تسخين في القاع وغرفة رأسية ومنفذ للتهوية بأعلى. تعمل الوحدة على تسخين الهواء في القاع مقللة الرطوبة النسبية، ويؤدي ميل الهواء الساخن الطبيعي إلى الارتفاع إلى توصيل هذا الهواء قليل الرطوبة إلى الملابس. وهذا التصميم بطيء ومستهلك للطاقة نسبيًا إلا إنه إلى حد ما أسرع من التجفيف على حبل الملابس.

### مجفف الملابس الشمسي
المجفف الشمسي عبارة عن صندوق ثابت التكوين ملحق به حجيرة ثانية يتم وضع الملابس بها. ويستخدم هذا المجفف حرارة الشمس دون تعرض الملابس لآشعة الشمس المباشرة. وبدلاً من ذلك، يمكن أن يُستخدم صندوق التسخين الشمسي لتسخين الهواء الذي يدخل إلى المجفف التقليدي ذي الحلة الداخلية.

## الكهرباء الساكنة
يمكن أن تتسبب مجففات الملابس في وجود التصاق إستاتيكي، عن طريق تأثير كهرباء الاحتكاك. قد يكون هذا الأمر مزعجًا قليلاً، وأحيانًا يكون دليلاً على فرط جفاف الأقمشة ووصولها إلى مستوى رطوبة متدني للغاية. وتم الترويج لمنتجات مثل منعم المنسوجات وأوراق المجفف لتصحيح هذه الحالة لكن نشأ عن ذلك مخاوف متزايدة بشأن أثر التلامس الجلدي لوقت طويل مع الكيماويات المستخدمة في تلك المنتجات.[بحاجة لمصدر]

## معلومات تاريخية
تم ابتكار مجفف ملابس بذراع تدوير يدوي في عام 1800 بواسطة إم بوتشون (M. Pochon) من فرنسا. ظهرت المجففات الكهربائية الدوارة في أوائل القرن العشرين. طور المصمم الصناعي بروكس ستيفنز (Brooks Stevens) أول مجفف كهربائي ذي نافذة زجاجية في أربعينات القرن العشرين.

## تراكم النُسالة (المجففات الدوارة)
وتعد الرطوبة والنُسالة من النتائج المصاحبة لعملية التجفيف بالحلة الداخلية وتُسحب من داخل الحلة للمجفف بمحرك مروحي وبعد ذلك تُدفع مع البقايا مع خلال أنبوب الصرف إلى التركيب النهائي الخارجي. ويتكون أنبوب الصرف العادي من خرطوم نقل منثني يوجد خلف المجفف مباشرة، بينما توجد تركيبات الأنبوب المجلفن الصلب بحجم 4 بوصة (100 مم) والمِرفق داخل إطار الجدار ويوجد غطاء قناة التهوية خارج المنزل.
يحسن أنبوب التهوية النظيف وغير المسدود من سلامة وكفاءة المجفف. وحين تصبح قناة توصيل المجفف مسدودة جزئيًا وممتلئة بالنُسالة، يطول الوقت المستغرق في عملية التجفيف وتسبب في فرط سخونة المجفف وإهدار الطاقة. وفي حالات الانسداد القصوى، قد يتسبب أنبوب التهوية المسدود في نشوب حريق. وتعد مجففات الملابس إحدى الأجهزة المنزلية الأكثر تكلفة عند التشغيل.
وتسهم أو تسرّع عوامل عدة من عملية تراكم النُسالة. وتشمل تلك العوامل الأنابيب الطويلة أو المحددة، وأعشاش الطيور أو حجور القوارض في نهاية الأنبوب، وخرطوم النقل الملتف أو المحطم ونهايات الأنابيب ذات الشبكات والتكثف داخل الأنبوب بسبب الأنابيب غير المعزولة التي تمر في أماكن باردة مثل السراديب أو علية المنازل.

## السلامة
تعرض المجففات المواد القابلة للاحتراق للحرارة. وتوصي مختبرات أندررايترز بتنظيف فلتر النسالة بعد كل دورة تجفيف لضمان سلامة المجفف وكفاءة الطاقة علاوة على توفير التهوية الملائمة وتنظيف أنبوب التوصيل دوريًا. وتوصي أيضًا مختبرات أندررايترز بعدم استخدام المجففات مع الألياف الزجاجية والمطاط والمنتجات الرغوية أو البلاستيكية أو أي منتجات تحتوي على أي مواد مشتعلة.
في الولايات المتحدة، قدرت إدارة الحرائق الأمريكية في تقريرها عن عام 2007 أن الحرائق الناجمة عن مجففات الملابس تسببت في 15600 حريق لمبنى و15 حالة وفاة و400 إصابة سنويًا حيث تقع نسبة 80% (12700) من الحرائق في مبانٍ سكنية. وتُعزي إدارة الحرائق سبب الحرائق إلى "عدم التنظيف"، حيث يُعد عاملاً رئيسيًا يسهم إسهامًا كبيرًا في احتراق مجففات الملابس داخل الشقق السكنية، كما لاحظت الإدارة أن أسلوب البناء الحديث يضع أجهزة تجفيف الملابس والغسيل في أماكن أكثر خطرًا وتبعد عن الجدر الخارجية مثل غرف النوم وممرات الطابق الثاني والحمامات والمطابخ.
ولحل مشكلة احتراق مجففات الملابس، أطلق مزود معدات الغسيل التجارية في المملكة المتحدة في نوفمبر 2001 مجموعة جيه إل إيه نظام المجفف S.A.F.E. (اختصار يرمز إلى نظام إطفاء الحرائق بجهاز الاستشعار المنشط) الخاص بمجففات الملابس. وقد أعد نظام S.A.F.E. للحد من حرائق المجففات عن طريق استخدام جهازي استشعار يكشفان تغير درجة الحرارة عن بدء حريق مفاجئ في الحلة الداخلية للمجفف. وحينئذٍ تنشط أجهزة الاستشعار تلك آلية بخار الماء لإطفاء الحريق.

## الأثر البيئي
يبلغ متوسط البصمة الكربونية الناجمة عن مجففات الملابس المنزلية 2 كيلو جرام تقريبًا (4.4 رطل) من CO2 مع كل حمولة ملابس يتم تجفيفها.
ولم يقم برنامج نجمة الطاقة التابع لحكومة الولايات المتحدة الخاص بكفاءة الطاقة في منتجات المستهلكين بتصنيف مجففات الملابس. وفي الاتحاد الأوروبي، يطبَق نظام الاتحاد الأوروبي لوضع علامات للطاقة على أجهزة تجفيف الملابس، حيث تصنف المجففات من علامة A+++ (الأفضل) إلى G (الأسوأ) حسب كمية الطاقة المستهلكة لكل كيلو جرام من الملابس (كيلووات في الساعة/ كجم). وتستشعر المجففات ذات أجهزة الاستشعار أن الملابس قد جفت وتُطفأ تلقائيًا. ويعني هذا الأمر أن فرط التجفيف ليس أمرًا واردًا. وتبيع أغلبية الأسواق الأوروبية الآن المجففات المزودة بأجهزة استشعار وتتوافر هذه الأجهزة بشكل طبيعي في المجففات التي تعمل بالتكثيف (التحويل الحراري) والتهوية.

## وصلات خارجية
- How a Condenser Tumble Dryer Works نسخة محفوظة 1 يناير 2013 على موقع واي باك مشين.
- "What You Should Know About Clothes Dryers." Popular Mechanics, December 1954, pp. 170–175, basic principles of dryers even today.